# 忠臣蔵〜決断の時
『忠臣蔵〜決断の時』（ちゅうしんぐら けつだんのとき）は、2003年（平成15年）1月2日に、テレビ東京系列で放送された新春ワイド時代劇。テレビ東京・松竹の制作。全4部。
主演として大石内蔵助を演じるのは、二代目中村吉右衛門。赤穂事件を赤穂浪士たちの側から描いた、オーソドックスな忠臣蔵作品。

## 概要
- 第一部 「刃傷 松の廊下」　前編、後編
- 第二部 「風雲 赤穂城」　前編、後編
- 第三部 「散る花 残る心」　前編、中編、後編
- 第四部 「吉良邸 討ち入り」　前編、中編、後編

前身シリーズ『12時間超ワイドドラマ』からの通算で、本作は第23作となる。中村吉右衛門が長年の出演依頼に応えてテレビで初めて内蔵助を演じた作品。本作からシリーズ名が『新春ワイド時代劇』に改められた。
2000年作品から同シリーズ松竹制作作品を執筆してきた古田求のオリジナル脚本に拠る。ただし、この脚本は元来、1991年の『忠臣蔵 風の巻・雲の巻』（フジテレビ系）のために書き下ろされたもので、さらにその後1996年にも同じくフジ系で放映された連続ドラマ『忠臣蔵』でも用いられており、古田版『忠臣蔵』としては本作2003年版が3度目という経緯から、前2回の映像化の際と共通の台詞なども多い。
主演の中村吉右衛門が歌舞伎役者ということもあってか、『仮名手本忠臣蔵』から、お軽・勘平の恋物語、大石主税と許婚・小浪をめぐる加古川本蔵一家、大石家との葛藤の話など多くの挿話を取り入れており、これらの挿話部分がこの2003年版のために脚本に加筆されている。また、松の廊下での刃傷に至る経緯についても『仮名手本忠臣蔵』の展開を取り入れて加筆された。吉良方で活躍する清水一角も、同じ脚本を用いた1991年版、96年版では史実上の名前清水一学だが、本作では清水一角（『仮名手本忠臣蔵』での名前）となっている。堀部安兵衛と一角との挿話は96年版にもあったが、2003年版では安兵衛の昔の恋人・お信が新たに登場し、安兵衛と一角の葛藤に絡む設定となった。また、『松浦の太鼓』にちなみ、吉良邸の隣が松浦鎮信邸となっている。
他の版との変更点として他には、1991年版、1996年版にあった、大石東下りの逸話が省かれたことや、小山田庄左衛門の脱盟について、彼が同志の金を盗んだ史実を取り入れて描かれたことが挙げられる。1996年版にあった小山田と恋人との逸話については、内容はほぼそのまま、本作では毛利小平太の逸話として描かれた。

## スタッフ
- 脚本：古田求
- 演出：杉村六郎（1〜2）、長尾啓司（3〜4）
- 音楽：和田薫
- 主題歌：安全地帯 「あの頃へ（2003 New Version）」（作詞：松井五郎、作曲：玉置浩二）
- 殺陣：宇仁貫三
- 制作者：犬飼佳春、野田助嗣
- プロデュース：小川治、只野研治、武田功、佐々木淳一
- 制作協力：松竹京都映画
- 製作：テレビ東京、松竹株式会社

## キャスト
- 大石内蔵助：二代目中村吉右衛門[3]
- りく：黒木瞳
- 大石主税：細山田隆人
- 大石吉千代：森田直幸
- 大石くう：戸田紗耶未
- 大石るり：金城優花
- 小波（『仮名手本忠臣蔵』の小浪に相当する役）：松浦亜弥
- 浅野内匠頭：上川隆也
- 瑤泉院（阿久利）：牧瀬里穂
- 堀部弥兵衛：浜田雄史
- 堀部安兵衛：伊原剛志
- 矢頭右衛門七：尾上寛之
- 大高源五：石丸謙二郎
- 片岡源五右衛門：田中実
- 原惣右衛門：楠年明
- 岡島八十右衛門：石井英明
- 岡野金右衛門：山崎銀之丞
- 不破数右衛門：山田純大
- 小野寺十内：上村厚文
- 神崎与五郎：梨本謙次郎
- 吉田忠左衛門：船戸順
- 大石瀬左衛門：松浦達也
- 奥田孫太夫：真田健一郎
- 礒貝十郎左衛門：浪花勇二
- 杉野十平次：加藤正記
- 早水藤左衛門：中村吉六
- 武林唯七：関貴昭
- 間十次郎：岡山和之
- 菅谷半之丞：寺杣昌紀
- 間瀬孫九郎：中村吉二郎
- 赤垣源蔵：船越英一郎
- 潮田又之丞：山崎博之
- 前原伊助：尾美としのり
- 勝田新左衛門：神保悟志
- 寺坂吉右衛門：金田明夫
- 浅野大学：西川弘志
- 大野九郎兵衛：西田健
- 藤井又左衛門：田畑猛雄
- 安井彦右衛門：五王四郎
- 高田郡兵衛：大沢樹生
- 小山田庄左衛門：首藤健祐
- 毛利小平太：橋爪淳
- 萱野三平：中村吉志郎
- 橋本平左衛門：新晋一郎
- 早野勘平：高橋和也
- 大野定九郎：木下ほうか
- 塩山伊左衛門：岡本富士太
- 大竹重兵衛：石田太郎
- 棟梁平兵衛：河原さぶ
- 与市兵衛：芝本正
- おかや：福井裕子
- お袖：津田三七子
- なみ：池上季実子
- お初：大西麻恵
- 戸田局：梶芽衣子
- 八重：川越美和
- かる：純名りさ
- お艶：菊池麻衣子
- お信：奥貫薫
- とく：藤山直美
- お杉：大路恵美
- お島：大沢逸美
- まき：唐沢潤
- 高田弥五兵衛：稲健二
- 桂昌院：星野美恵子
- 柳沢吉保：津嘉山正種
- 上杉綱憲：上杉祥三
- 田村右京大夫：西園寺章雄
- 脇坂淡路守：榎木孝明
- 伊達左京亮：藤田祥範
- 松浦鎮信：神山繁
- 多門伝八郎：中村梅雀
- 大久保権右衛門：下元年世
- 内田三郎右衛門：平泉成
- 色部又四郎：岸部一徳
- 加古川本蔵：蟹江敬三
- 戸無瀬：藤真利子
- 密偵梅：三船美佳
- 佐吉：池田勝志
- 戸田権左衛門：中村吉三郎
- 井上団右衛門：三代目中村吉之助
- 小山孫六：二代目中村吉五郎
- 牟岐平右衛門：佐藤浩
- 栗崎道有：小松健悦
- 宝井其角：奥村公延
- 天野屋利兵衛：萩原流行
- 畳屋文吉：石橋蓮司
- 松原多仲：酒井高陽
- 小林平八郎：中原丈雄
- 清水一角：田辺誠一
- 山吉新八郎：山本道俊
- 新貝弥七：山田永二
- 吉良上野介：橋爪功
- 畳職人：梅干一
- ナレーター：立川三貴

## 備考
※古田版『忠臣蔵』としては唯一の松竹制作作品となったが、同じ脚本を用いた1991年『忠臣蔵』・1996年『忠臣蔵』（こちらは東映制作)との共通の出演者も多い。

※主演者：吉右衛門が1991年版にも出演していたのをはじめ、神山繁・平泉成は1991年版・1996年版とあわせて3作「皆勤」を果たしている。

※津嘉山正種は1996年版から引き続き、柳沢出羽守での再出演となり、ただ1人2作連続で同じ役をつとめた。他にも「キャスト」欄に脚注で示した出演者たちが1996年版からの連続出演を果たしている。

## DVD
- 10時間ドラマ『忠臣蔵 決断の時』（2003年10月25日、松竹ホームビデオ,規格番号：DA-271）

VHS版（全4巻）も同時発売、VHS版は単巻レンタルも同時開始となった。
翌04年11月からDVD版（4枚組）の単巻レンタルも開始。動画配信はなされていない。